# Johan August Napoleon Kindeström
Johan August Napoleon Kindeström, vanligen J.A.N. Kindeström, född 18 september 1809 i Töllsjö socken, Älvsborgs län, död 7 februari 1883 i Uppsala, var en svensk borgmästare.
Kindeström, som var son till sergeanten Johan Kindeström och Anna Elisabet Lindberg, blev efter läroverksstudier i Skara student vid Uppsala universitet 1829. Han avlade hovrättsexamen 1831, blev auskultant i Göta hovrätt 1832, vice häradshövding 1838, tillförordnad kämnärspreses i Uppsala stad 1841, ordinarie dito 1842, rådman 1850 och var borgmästare där från 1854 till sin död. Han var far till Axel Kindeström, lasarettsläkare i Sala..